# Loxogramme acroscopa
Loxogramme acroscopa là một loài thực vật có mạch trong họ Polypodiaceae. Loài này được (H. Christ) C. Chr. miêu tả khoa học đầu tiên năm 1929.